# Операция „Уилфред“
Операция „Уилфред“ (на английски: Operation Wilfred) от 5 – 8 април 1940 година е военна операция на Великобритания в Норвежко море по време на Втората световна война.
Тя има за цел минирането на плавателни пътища край брега на Норвегия, така че да се попречи на транспорта на желязна руда от Швеция за Германия. Операцията се извършва в нарушение на норвежкия неутралитет и предизвиква възражения от норвежкото правителство, но със започването на Операция „Везерюбунг“ дипломатическият спор, както и самото миниране, стават безпредметни.